# باب بوکر
باب بوکر (انگلیسی: Bob Booker؛ زادهٔ ۲۵ ژانویهٔ ۱۹۵۸) بازیکن فوتبال اهل بریتانیا است.
از باشگاه‌هایی که در آن بازی کرده‌است می‌توان به باشگاه فوتبال بارنت، باشگاه فوتبال شفیلد یونایتد، باشگاه فوتبال هارو بورو، و باشگاه فوتبال برنتفورد اشاره کرد.